# Nicolas Penneteau
Nicolas Penneteau (* 20. Februar 1981 in Marseille) ist ein ehemaliger französischer Fußballspieler. Der Torwart absolvierte für den SC Bastia und FC Valenciennes über 400 Spiele in der Ligue 1 sowie für Sporting Charleroi mehr als 200 Einsätze in der Division 1A.

## Karriere

### Verein
Penneteau begann seine Karriere in der Jugend des SC Bastia und rückte dort 1998 in den Kader der ersten Mannschaft auf. Am 29. Januar 1999 gab er sein Debüt in der Division 1 bei einer 0:1-Niederlage gegen Stade Rennes. Ab der Saison 2001/02 war Penneteau Stammtorhüter. Nach einem Jahr Zweitklassigkeit wechselte er zur Saison 2006/07 zum FC Valenciennes. Nach der Saison 2013/14 stieg der Verein in die Ligue 2 ab. Penneteau, der 411 Erstligapartien in Frankreich absolviert hat und sich mit dem SC Bastia fast schon über eine Rückkehr nach Korsika einig war, wechselte zu Sporting Charleroi in die belgische Division 1A. Mitte Juni 2020 wurde die Verlängerung seines Vertrages bis Sommer 2021 bekanntgegeben. Nach einem Platzverweis im Januar 2021 wurde er erst am letzten Spieltag der Hauptrunde Mitte April 2021 wieder eingesetzt. In der Saison 2020/21 kam er zu 20 von 34 möglichen Ligaspielen für Charleroi und 2 Europapokal-Spielen.
Zur Saison 2021/22 wechselte der mittlerweile 40-Jährige zurück nach Frankreich zu Stade Reims, wo er einen Vertrag bis Sommer 2023 unterschrieb. Ohne Pflichtspieleinsatz beendete er mit Auslaufen des Vertrages seine Profikarriere.

### Nationalmannschaft
Penneteau kam einmal für die U18-Junioren Frankreichs bei der U18-Europameisterschaft 2000 in Deutschland zum Einsatz. Zudem spielte er für die U20- und U21-Nationalmannschaft. Mit Letzterer nahm er an der U20-Weltmeisterschaft 2001 in Argentinien teil.